# Α,β-不饱和羰基化合物

α,β-不饱和醛酮的通式。

丁烯酮

α,β-不饱和羰基化合物即共轭的不饱和羰基化合物，包括醛、酮、酯、腈、（硝基化合物）等，但一般指α,β-不饱和醛酮，简称不饱和醛酮。它们在结构上有一个共同的特点，也就是含有一个1,2-碳氧羰基与3,4-碳碳双键形成的1,4-共轭体系。如果共轭的双键数增多，则还可以产生1,6-、1,8-等类型的α,β-不饱和羰基化合物。这其中最简单的例子是丁烯酮（MVK），CH2=CHCOCH3。
对α,β-不饱和羰基化合物的加成反应有三种类型：对碳碳双键的1,2-亲电加成、对碳氧双键的1,2-亲核加成以及对整个共轭体系的1,4-共轭加成。采用哪种反应机理，与反应试剂和底物的位阻和其他性质有很大关系。一般地讲，羰基在这些化合物中具有吸电子效应，使烯烃钝化，不易与亲电试剂（如溴、氯化氢）发生亲电加成反应；但对于羰基来讲，它在这些化合物中活化，更易与亲核试剂反应。用不对称亲电试剂加成时，氢通常加在α位上。
β-羟基醛、酮可以很容易地脱水生成α,β-不饱和醛酮。另外，羟醛缩合反应、Perkin反应、Claisen-Schmidt反应、丙二酸酯合成、Knoevenagel缩合反应、Meyer-Schuster重排反应等途径也是合成此类化合物的常用方法。
α,β-不饱和羰基化合物可以和提供亲核碳负离子的给体发生Michael加成反应，有些也可以发生Nazarov成环反应（环化得到环戊烯酮）和Rauhut-Currier反应（二聚）。